# 图维利亚德利亚戈
图维利亚德利亚戈，是西班牙卡斯蒂利亚-莱昂布尔戈斯省的一个市镇。总面积23平方公里，总人口178人（2001年），人口密度8人/平方公里。